# 東結城站
東結城站（日语：／ Higashi-Yūki eki */?）是位於茨城縣結城市大字結城3320號，東日本旅客鐵道（JR東日本）的水戶線車站。

## 概要
尤如其名，車站位於結城市東邊。並鄰近鄰市筑西市的邊界。此站附近設有鬼怒川流過。

### 在此站行走的運行形態
- 上行（小山方向）
  - 在日間，大約每小時設有1班普通列車（小山）停靠。在早上和黃昏設有來自下館的列車[1]。
- 下行（友部方向）
  - 在日間，大約每小時設有1班普通列車（友部）停靠。在早上和黃昏部分列車只前往下館或直通至常磐線（水戶、勝田方向）的水戶站[1]。

## 歷史
- 1937年（昭和12年）12月1日：車站啟用[2]。
- 1987年（昭和62年）4月1日：伴隨國鐵分割民營化，車站由東日本旅客鐵道（JR東日本）營運。
- 2001年（平成13年）11月18日：此站可以開始使用IC卡Suica。
- 2005年（平成17年）3月：月台延長至5卡工程（原來只可容納4卡）完成。
- 2009年（平成21年）2月：候車室改善工程完成。
- 2014年（平成26年）3月15日：隨著時間表修正，所有普通列車均停靠此站。在前日，部分早上和深夜部分列車會通過此站。

## 車站構造
此站是地面車站，設有1面1線的單式月台。
此站是由下館站管理的無人車站。此站設有簡易Suica閘機和乘車站證明書發行機。

## 車站周邊
- 國道50號
- 茨城縣立鬼怒商業高等學校（日语：茨城県立鬼怒商業高等学校）
- 茨城縣立結城第一高等學校（日语：茨城県立結城第一高等学校）
- 乘國寺

## 相鄰車站
東日本旅客鉄道（JR東日本）
■水戶線 
結城－東結城－川島

## 注腳
1. 1 2  東結城駅時刻表.駅探（日語）
2. ↑  「地方鉄道駅設置」『官報』1937年11月26日（國立國會圖書館數碼化收藏）

## 外部連結
- 車站資訊（東結城）：東日本旅客鐵道（日語）